# Coussarea spicata
Coussarea spicata är en måreväxtart som beskrevs av Piero G. Delprete. Coussarea spicata ingår i släktet Coussarea och familjen måreväxter. Inga underarter finns listade i Catalogue of Life.